# Hans Speicher
Hans Speicher (* 22. April 1952 in Reit im Winkl) ist ein ehemaliger deutscher Skilangläufer.
Speicher, der für den WSV Reit im Winkl startete, kam bei den Nordischen Skiweltmeisterschaften 1974 in Falun auf den 51. Platz über 15 km. Bei seiner einzigen Teilnahme an Olympischen Winterspielen im Februar 1976 in Innsbruck belegte er den 45. Platz über 15 km und den 36. Rang über 30 km. Bei deutschen Meisterschaften siegte er in den Jahren 1973 und 1977 mit der bayrischen Staffel. Nach seiner Karriere besaß er mit seiner Familie ein Gästehaus in Reit im Winkl.